# Mon ami le loup
Pour plus de détails, voir Fiche technique et Distribution.
Mon ami le loup (My Pal Wolf) est un film américain en noir et blanc réalisé par Alfred L. Werker, sorti en 1944.

## Synopsis
Une jeune fille, Gretchen, trouve un berger allemand appartenant à l'armée et se lie d'amitié avec lui, le nommant Loup (Wolf). Quand elle le ramène à la maison, sa stricte gouvernante avise l'armée qui vient le réclamer. Wolf s'échappe du camp d'entraînement de l'armée et retrouve son chemin vers Gretchen. Elle et ses amis se rendent à Washington pour voir si le secrétaire à la guerre va lui donner le chien.  En vain. Mais à la fin, elle obtient un chiot pour remplacer Wolf.

## Fiche technique
- Titre : Mon ami le loup
- Titre original : My Pal Wolf
- Réalisation : Alfred L. Werker
- Scénario : Lillie Hayward, Leonard Praskins, John Paxton, Frederick Hazlitt Brennan
- Photographie : Jack MacKenzie
- Montage : Harry Marker
- Musique : Constantin Bakaleinikoff
- Direction artistique : Carroll Clark, Albert S. D'Agostino
- Producteur : Adrian Scott
- Société de production et de distribution : RKO Pictures
- Pays d'origine :  États-Unis
- Langue : anglais
- Format : noir et blanc - 1,37:1 - son : Mono (RCA Sound System)
- Genre : drame animalier
- Durée : 74 min
- Date de sortie : 8 octobre 1944 (États-Unis)

## Distribution
- Sharyn Moffett : Gretchen Anstey
- Jill Esmond : Miss Elizabeth Munn
- Una O'Connor : Mme Blevin
- George Cleveland : Wilson
- Charles Arnt : Papa Eisdaar
- Claire Carleton : Ruby
- Leona Maricle : Mme Priscilla Anstey
- Bruce Edwards : M. Paul Anstey
- Edward Fielding : secrétaire à la guerre
- Olga Fabian : Mama Eisdaar